# Calligraphie japonaise (film)
Pour l’article homonyme, voir Calligraphie japonaise.
Pour plus de détails, voir Fiche technique et Distribution.
Calligraphie japonaise est un film de Pierre Alechinsky sorti en 1958.
Le 12 septembre 1955, Pierre Alechinsky se rend au Japon avec son épouse. Pendant les deux mois que dure son séjour, il tourne les images d'un film en noir et blanc sur la calligraphie japonaise. Dans ce film, il explore l'acte de peindre : le rituel de la préparation des outils, la concentration, le geste maitrisé ou violent et libérateur de l'artiste. Il y fait le portrait de six calligraphes japonais de styles très différents, dont Morita Shiryū et Sōgen Eguchi.
Même si La nuit (1952 - Musée d'Art Ōhara, Kurashiki) contient déjà cette inspiration de l'Extrême-Orient par la rencontre entre signe et écriture hors du champ de la couleur, le film Calligraphie japonaise, monté en 1958, témoigne de l'impact de cette découverte sur sa propre technique.
Christian Dotremont en a écrit le commentaire et André Souris la musique. 

## Fiche technique
- Titre original : Calligraphie japonaise
- Réalisation : Pierre Alechinsky
- Photographie : Francis Haar (en)
- Musique : André Souris
- Montage : Jean Cleinge
- Auteur du commentaire : Christian Dotremont
- Producteurs : Pierre Braunberger
- Sociétés de production : Les Films de la Pléiade
- Pays de production :  Belgique
- Langue originale : français
- Format : noir et blanc — 4:3 - 16 mm
- Genres : documentaire
- Durée : 16 minutes 26 secondes
- Dates de sortie :
  - France : 1958

## Distribution
- Roger Blin : narrateur[2]

## Distinctions
Prix spécial du Jury au Festival de Bergamo 1959